# Johan Schmitz
Johan Schmitz (Batavia, 27 december 1909 - Doorwerth, 31 oktober 1991) was een Nederlands acteur en hoorspelacteur. Hij speelde tot 1983 in vele hoorspelen, onder meer in Paul Vlaanderen. In Paul Vlaanderen en het Alex-mysterie vertolkte hij de hoofdrol.

## Leven
Schmitz ging naar de HBS in Den Haag en werkte daarna enkele jaren op een kantoor. Bij het amateurtoneel kreeg hij onder meer les van Louis van Gasteren. Zijn toneelcarrière begon in 1932. Niet lang daarna werd hij aangenomen door Cor van der Lugt Melsert om bij hem te spelen.
In 1935 en 1936 studeerde Johan Schmitz spel en regie aan het Burgtheater en het Reinhardt-Seminar in Wenen. Hij speelde onder meer in toneelstukken van Shakespeare. Daarna ging hij verder bij het Centraal Tooneel in Amsterdam. Hier vertolkte hij onder meer de titelrol in Vondels klassieker Gijsbrecht van Aemstel. Vanaf 1940 was hij jarenlang verbonden aan de Toneelschool in Amsterdam, later ook in Maastricht.
Schmitz speelde tot na zijn pensionering gastrollen, onder meer bij de Nederlandse Operastichting.
- Gemeinsame Normdatei: 1062305183
- International Standard Name Identifier: 0000 0003 8746 6665
- Nederlandse Thesaurus van Auteursnamen: 067848648
- Virtual International Authority File: 280384125
- WorldCat: E39PBJgtdc4MxHtcgJyJvt384q